# Гулизаде, Мамедпаша Пири оглы
Гулизаде, Мамедпаша Пири оглы (1914 — 1994) — советский учёный в области горной науки.
Академик Национальной академии наук Азербайджана (1972; член-корреспондент с 1968). Член КПСС с 1941 года. В 1938 году окончил Азербайджанский индустриальный институт. С 1951 года работает там же (в 1951—1964 заместителем директора). В 1975—1981 председатель Научного совета по проблемам бурения нефтяных и газовых скважин Академии наук Азербайджанской ССР. Гулизаде разработал теоретические основы проводки наклонных скважин, а также вопросы оптимального разбуривания месторождений нефти и газа наклонными скважинами.

## Награды
- орден Ленина (04.09.1984)
- орден Трудового Красного Знамени (14.01.1967)
- Государственная премия Азербайджанской ССР (1972) — за разработку и массовое внедрение наклонных скважин с большими отклонениями